# Nemo Mettler
Nemo Mettler (Biena, 3 de agosto de 1999), o simplemente Nemo, es una personalidad no binaria de la música de origen suizo que se dedica a la canción y el rapeo, y que además toca el violín, el piano y la batería. Nemo representó a Suiza en el Festival de Eurovisión 2024 con la canción «The Code», donde finalmente obtuvo la victoria. 

## Carrera

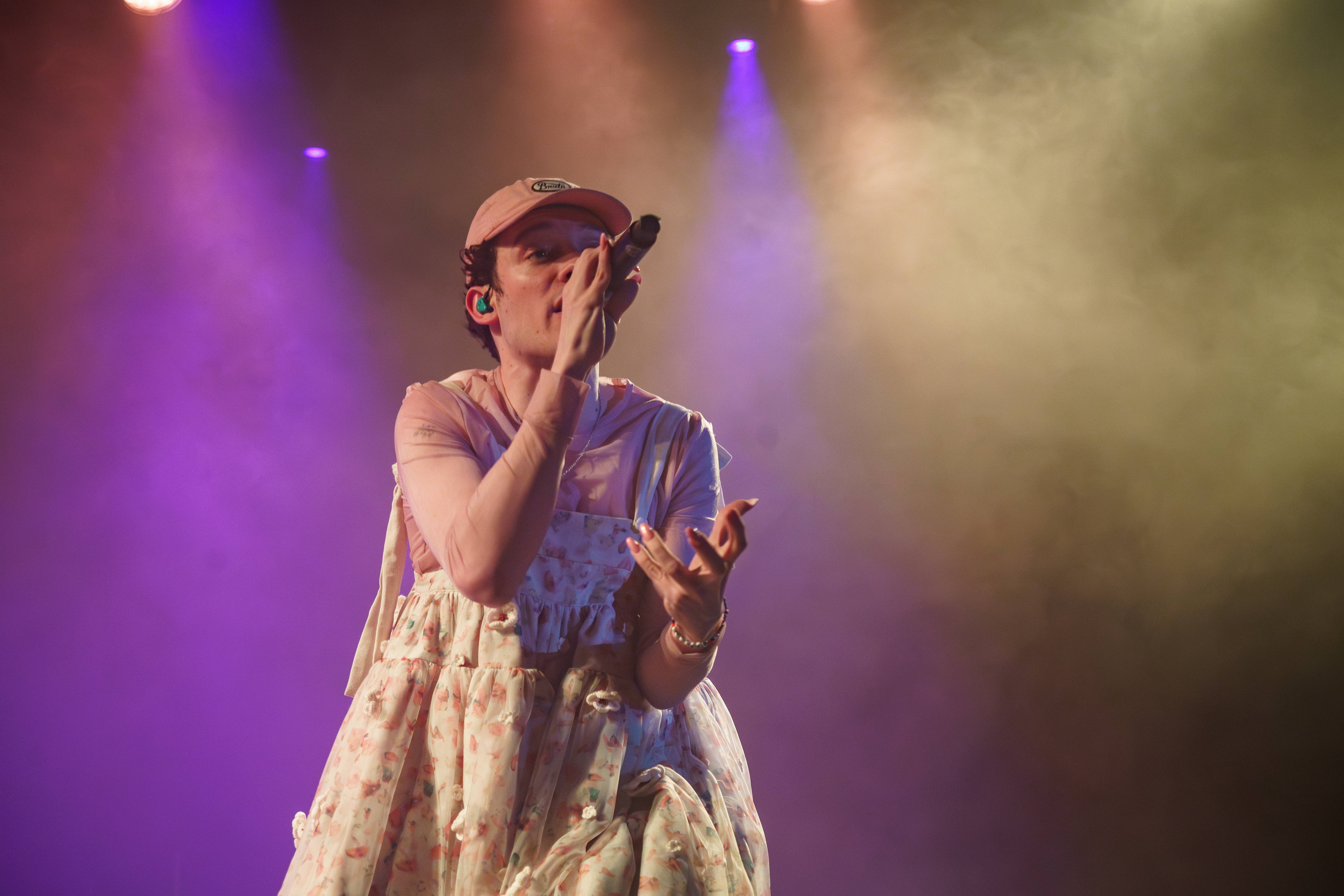
Nemo actuando en Madrid en 2024

El EP Clownfisch de Nemo de 2015 alcanzó el puesto 95 en las listas suizas. Su sencillo de 2017, «Du», alcanzó el número 4 en Suiza. En la segunda temporada de The Masked Singer Suiza en 2021/2022, se desenmascaró a Nemo como un panda y terminó en quinto lugar.
El 29 de febrero de 2024, se anunció que Nemo sería quien representaría a Suiza en el Festival de Eurovisión 2024 con la canción «The Code». Nemo obtuvo el Micrófono de cristal en el festival durante la final el 11 de mayo al conseguir 591 puntos. Su victoria significó el triunfo de la primera persona no binaria en ganar Eurovisión.

## Vida personal
Su padre es el empresario e inventor Markus Mettler (1966), y su madre la periodista y ejecutiva Nadja Schnetzler (1972). 
En noviembre de 2023, Mettler se declaró persona no binaria en un artículo del SonntagsZeitung. En este artículo, Mettler también declaró que prefería que se le llamara por su nombre de pila en lugar de usar los pronombres en alemán, y al mismo tiempo usaba el they singular en inglés. Durante Eurovisión, la EBU dijo a Nemo que no llevara una bandera no binaria, pero consiguió colar una y sacarla en el escenario. Posteriormente, Eurovisión subió en su página de Twitter una fotografía de Nemo con la bandera, algo que algunos fans consideraron hipócrita.
En 2022, Nemo le contó que es pansexual a su pareja, quien también fue la primera persona a la que Nemo le había contado que su género era no binario.
Nemo reside en Berlín en la actualidad.

## Discografía

### EP
| Título                                                                                 | Detalles                                                                                             | Posiciones en listas | Posiciones en listas |
| Título                                                                                 | Detalles                                                                                             | SWI                  |                      |
| -------------------------------------------------------------------------------------- | --- | -------------------- | -------------------- |
| Clownfisch                                                                             | - Publicado: 13 de junio de 2015 - Sello: Autoeditado - Formatos: Descarga digital, streaming        | 95                   |                      |
| Momänt-Kids                                                                            | - Publicado: 21 de octubre de 2017 - Sello: Bakara Music - Formatos: Descarga digital, streaming     | —                    |                      |
| Fundbüro                                                                               | - Publicado: 17 de noviembre de 2017 - Sello: Bakara Music - Formatos: Descarga digital, streaming   | —                    |                      |
| Whatever Feels Right                                                                   | - Publicado: 9 de septiembre de 2022 - Etiqueta: Autoeditado - Formatos: Descarga digital, streaming | —                    |                      |
| "—" denota una grabación que no llegó a las listas o no fue lanzada en ese territorio. | |                      |                      |

### Sencillos

#### Como artista principal
| Título                                                                                 | Año  | Posiciones en listas | Álbum o EP           |
| Título                                                                                 | Año  | SWI                  | Álbum o EP           |
| -------------------------------------------------------------------------------------- | ---- | -------------------- | -------------------- |
| "Himalaya"                                                                             | 2016 | 27                   | Momänt-Kids          |
| "Style" (con Marc Amacher)                                                             | 2017 | —                    |                      |
| "Du"                                                                                   | 2017 | 4                    | Fundbüro             |
| "Usserirdisch"                                                                         | 2017 | 64                   | Fundbüro             |
| "Crush uf di"                                                                          | 2018 | 77                   |                      |
| "5i uf de Uhr"                                                                         | 2019 | 31                   |                      |
| "365"                                                                                  | 2019 | —                    |                      |
| "Girl us mire City"                                                                    | 2019 | —                    |                      |
| "Dance With Me"                                                                        | 2020 | —                    |                      |
| "Video Games"                                                                          | 2020 | —                    |                      |
| "Hailey" (con Chelan)                                                                  | 2021 | —                    | Orange & Blue        |
| "Certified Pop Queen"                                                                  | 2021 | —                    |                      |
| "Chleiderchäschtli" (con KT Gorique)                                                   | 2021 | —                    |                      |
| "Lonely Af"                                                                            | 2022 | —                    | Whatever Feels Right |
| "Own Sh¡t"                                                                             | 2022 | —                    | Whatever Feels Right |
| "F*ck Love" (con Anthony de la Torre)                                                  | 2022 | —                    | Whatever Feels Right |
| "Be like You"                                                                          | 2022 | —                    | Whatever Feels Right |
| "This Body"                                                                            | 2023 | —                    |                      |
| "Falling Again"                                                                        | 2024 | —                    |                      |
| "The Code"                                                                             | 2024 | —                    |                      |
| "—" denota una grabación que no llegó a las listas o no fue lanzada en ese territorio. |      |                      |                      |

#### Otras canciones en listas
| Título       | Año  | Posiciones en listas | Álbum o EP  |
| Título       | Año  | SWI                  | Álbum o EP  |
| ------------ | ---- | -------------------- | ----------- |
| "Ke bock"    | 2017 | 31                   | Momänt-Kids |
| "Kunstwärch" | 2017 | 90                   | Fundbüro    |

#### Colaboraciones
| Título                           | Año  | Álbum o EP    |
| -------------------------------- | ---- | ------------- |
| "Sheriff" (Visu featuring Nemo)  | 2016 | Sex & Röschti |
| "Singer" (Dodo featuring Nemo)   | 2017 | Pfingstweid   |
| "Legend" (Stress featuring Nemo) | 2019 | Sincèrement   |

## Premios
| Premio             | Año  | Categoría                     | Nominación | Resultado | Ref.          |
| ------------------ | ---- | ----------------------------- | ---------- | --------- | ------------- |
| Energy Star Night  | 2017 | Energy Music Award            | Nemo       | Victoria  | [ 17 ]        |
| Prix Walo          | 2017 | Best Newcomer                 | Nemo       | Victoria  | [ 18 ]        |
| Swiss Music Awards | 2017 | Best Talent                   | Nemo       | Victoria  | [ 19 ]        |
| Swiss Music Awards | 2018 | Best Male Solo Act            | Nemo       | Victoria  | [ 20 ] [ 21 ] |
| Swiss Music Awards | 2018 | Best Breaking Act             | Nemo       | Victoria  | [ 20 ] [ 21 ] |
| Swiss Music Awards | 2018 | Best Live Act                 | Nemo       | Victoria  | [ 20 ] [ 21 ] |
| Swiss Music Awards | 2018 | Best Hit                      | «Du»       | Ganadora  | [ 20 ] [ 21 ] |
| Premio OUTmusic    | 2024 | Canción del año de Eurovision | «The Code» | Ganadora  | [ 22 ]        |
| Premio Eurostory   | 2024 | Mejor letra                   | «The Code» | Ganadora  | [ 23 ]        |